# Gunung Tanggamus
Gunung Tanggamus är ett berg i Indonesien.   Det ligger i provinsen Lampung, i den västra delen av landet, 260 km väster om huvudstaden Jakarta. Toppen på Gunung Tanggamus är 2 102 meter över havet.
Terrängen runt Gunung Tanggamus är kuperad österut, men västerut är den bergig. Gunung Tanggamus är den högsta punkten i trakten. Runt Gunung Tanggamus är det tätbefolkat, med 550 invånare per kvadratkilometer. Omgivningarna runt Gunung Tanggamus är en mosaik av jordbruksmark och naturlig växtlighet.